# کوسوما وارداهانی
کوسوما وارداهانی (انگلیسی: Kusuma Wardhani؛ زادهٔ ۲۰ february ۱۹۶۴ (۶۱ سال)) ورزشکار تیراندازی با کمان اهل اندونزی است.
وی در مسابقات کشوری و بین‌المللی در مجموع برندهٔ ۲ مدال طلا، ۱ مدال نقره، ۲ مدال برنز شده‌است.